# Belazaima do Chão
Belazaima do Chão is een plaats (freguesia) in de Portugese gemeente Águeda en telt 588 inwoners (2001).